# 毅高國際控股
毅高（國際）控股集團有限公司，簡稱毅高（國際）控股集團、毅高（國際）控股，以及毅高（國際）（英語：ECHO INTERNATIONAL HOLDINGS GROUP LIMITED，港交所：8218），在1989年，由勞炘儀（主席）和配偶鄭若雄，於香港（總部）創立「毅高電子公司」（其後在2010年結業）。在2003年，勞炘儀、配偶鄭若雄，以及姻親鄭烱生創立「毅高電子有限公司」。
業務在國內經營綜合製造、包裝及售後電子產品。
股份在2013年10月11日於港交所創業板上市。配售價格為0.6港元，配售股份為6000萬股，集資額為3600萬港元。

## 連結
- echogroup.com.hk （页面存档备份，存于）